# Steve Nielsen
Steve Nielsen (Bristol, 2 de julho de 1964) é um engenheiro britânico de Fórmula 1 que a partir de setembro de 2025 ocupará o cargo de diretor-administrativo da equipe de Fórmula 1 da Alpine.

## Carreira
Depois de deixar a escola em 1985, Nielsen treinou como policial, mas pediu demissão após 11 meses. Em 1986, ele arrumou um trabalho como motorista de caminhão para uma empresa que prestava serviços para a Fórmula 1. Nielsen rapidamente conheceu muitas pessoas da Fórmula 1 e no final de 1986 recebeu uma oferta de trabalho como motorista de caminhão na equipe de testes da Team Lotus. Em 1988 ele se juntou à equipe de corrida. Um ano depois, ele se tornou coordenador do departamento de peças de reposição. Em 1991, Nielsen se mudou para a Tyrrell na mesma função antes de ser nomeado gerente assistente de equipe em 1994. Menos de um ano depois, ele se mudou para a Benetton. Entretanto, ele permaneceu no cargo por apenas dois meses antes de receber uma oferta da Tyrrell para ele assumir o cargo de diretor de equipe. Ele permaneceu com a equipe até sua venda no final de 1998, com isso, Nielsen se juntou à Honda Racing Developments como gerente de equipe. Quando essa operação foi suspensa após a morte de Harvey Postlethwaite, Nielsen se mudou para a Arrows no final de 1999 para ser o diretor da equipe. Um ano depois, no entanto, ele recebeu uma oferta para se tornar diretor esportivo da Benetton e permaneceu quando a equipe foi assumida pela Renault, onde Nielsen passou quase uma década como diretor esportivo, permanecendo até 2011, quando a equipe recebeu a nova designação de Lotus Renault GP.
Depois de passar a temporada de 2012 como diretor esportivo da Caterham, Nielsen ingressou na Toro Rosso no início da temporada de 2013. Ele se juntou à Williams como diretor esportivo em dezembro de 2014 e trabalhou nessa função até sair em julho de 2017.
Em 1 de agosto de 2017, ele começou em uma nova função como diretor esportivo da Fórmula 1. Ele deixou esta função e se tornou o diretor esportivo da Federação Internacional de Automobilismo (FIA) em 18 de janeiro de 2023. Porém, em dezembro de 2023, Nielsen deixou a FIA após 11 meses no cargo. Com ele sendo substituído nesta função por Tim Malyon, diretor de segurança da FIA desde 2021.
Nielsen retornou aos quadros da Fórmula 1 em fevereiro de 2024, desta vez em um cargo de consultor. Em 4 de julho de 2025, Nielsen foi anunciado como o sucessor do ex-diretor da equipe Oliver Oakes, com ele assumindo o novo cargo de "diretor-administrativo" da Alpine F1 Team em 1 de setembro, antes do Grande Prêmio da Itália em Monza devido à sua esperada licença de jardinagem após sua saída como Diretor de Operações de Esportes a Motor, Sporting do detentor dos direitos comerciais Fórmula 1. Nesta função ele executa as operações diárias da equipe em Enstone e se reporta a Flavio Briatore, que continuou a ter a responsabilidade geral do projeto da Alpine na Fórmula 1.